# Estadi Comunal d'Andorra la Vella
Estadi Comunal d'Andorra la Vella je nogometni stadion u Andorra la Velli, Andora. Kapacitet stadiona je 1.300 sjedećih mjesta.
Na njemu se igra većina utakmice prvog i drugog ranga nogometa u Andori. Stadion ima postavljenu atletsku stazu.

## Vanjske poveznice
- Estadi Comunal na World Stadiums